# ساكن درعان (لودر)

تعديل مصدري - تعديل

ساكن درعان هي إحدى قرى عزلة زارة بمديرية لودر التابعة لمحافظة أبين، بلغ تعداد سكانها 23 نسمة حسب تعداد اليمن لعام 2004.